# Othon (Corneille)
Pour les articles homonymes, voir Othon.
Othon est une tragédie de Pierre Corneille représentée pour la première fois en août 1664 à Fontainebleau, puis à l'Hôtel de Bourgogne le 5 novembre de la même année. Elle relate la prise de pouvoir de l'empereur romain Othon et l'assassinat de son prédécesseur Galba.
Elle appartient au groupe des pièces politiques, dans lesquels le héros cornélien ne s'impose plus par sa seule vertu, qui marquent la fin de la carrière de dramaturge de Pierre Corneille.

## Personnages
- Galba, empereur de Rome
- Vinius, consul
- Othon, sénateur romain, amant de Plautine
- Lacus, préfet du prétoire
- Camille, nièce de Galba
- Plautine, fille de Vinius, amante d'Othon
- Martian, affranchi de Galba
- Albin, ami d'Othon
- Albiane, sœur d'Albin, et dame d'honneur de Camille
- Flavie, amie de Plautine
- Atticus, Rutile, soldats romains.

## Argument
La pièce retrace la fin du court règne de Galba, nouvel empereur romain mais vieillard faible, entièrement sous la coupe de ses trois favoris Lacus, Martian et Vinius. Othon comptait épouser Plautine, la fille de Vinius, parce qu'il l'aime mais surtout pour tenter d'échapper aux menaces des autres favoris. Mais Vinius lui enjoint de briguer plutôt la main de la fille de Galba, Camille, pour devenir le successeur de l'empire. Il s'exécute, mais les manœuvres de Lacus et Martian poussent Galba à choisir Pison comme successeur et mari pour sa fille. C'est finalement le concours de l'armée rebellée contre l'empereur qui permet à Othon, toujours sous l'impulsion de Vinius, de renverser Galba et de prendre le pouvoir.

## Conception de la pièce

### Sources
Dans sa préface, Corneille désigne les Historiae de Tacite comme la source d'où il a tiré l'intrigue de sa pièce. On peut cependant noter que le dramaturge italien Giovanni Battista Filippo Ghirardelli, dont Corneille connaissait le travail, monta une pièce au sujet similaire, Ottone, en 1652, peu avant sa mort.

### Versification
D'après Charles Marty-Laveaux , Corneille aurait particulièrement travaillé la versification de cette pièce. Il a d'ailleurs ces mots dans sa préface : « Quant aux vers, on n’en a point vu de moi que j’aye travaillés avec plus de soin. » Il passait pour avoir refait jusqu’à trois fois le cinquième acte, et assurait que cet acte lui avait coûté plus de douze cents vers.

### Intrigue
Tous les personnages masculins de la pièce y tiennent un langage teinté d'héroïsme, fréquent dans les tragédies de Corneille, mais il est ici toujours hypocrite et masque la faiblesse de caractère ou les intentions mesquines des personnages, même d'Othon.
Dans sa préface Corneille souligne «qu'on n'a point encore vu de pièce où il se propose tant de mariages pour n'en conclure aucun. Ce sont, ajoutait-il, intrigues de cabinet qui se détruisent les unes les autres» .

## Postérité
Les cinéastes Jean-Marie Straub et Danièle Huillet adaptent la pièce en 1970 avec Othon, également connu sous le titre Les yeux ne veulent pas en tout temps se fermer ou Peut-être qu'un jour Rome se permettra de choisir à son tour (16 mm gonflé en 35 mm, couleur, 88 minutes), tourné en français en Italie. Près de quarante ans plus tard, Straub fait réciter une stance d'Othon par la comédienne Cornelia Geiser dans son court métrage Corneille-Brecht, en 2009.
La pièce a également servi de matériau de base  du roman de science-fiction Latium de Romain Lucazeau paru en 2016 chez Denoël. Les différents protagonistes de la pièce de Corneille y sont représentés sous la forme d'intelligences artificielles désemparées par la disparition de l'humanité dont elles devaient assurer la survie et le bien-être.